# Donald M. Payne
Donald Milford Payne (ur. 16 lipca 1934 w Newark, zm. 6 marca 2012 w Livingston) – amerykański polityk, członek Partii Demokratycznej.

## Działalność polityczna
W okresie od 3 stycznia 1989 do śmierci 6 marca 2012 przez dwanaście kadencji był przedstawicielem 10. okręgu wyborczego w stanie New Jersey w Izbie Reprezentantów Stanów Zjednoczonych.
Jego synem był Donald Payne Jr.